# 秋田ふるさと農業協同組合
秋田ふるさと農業協同組合（あきたふるさとのうぎょうきょうどうくみあい）は、秋田県横手市に本店を置く農業協同組合。愛称はJA秋田ふるさと。横手市のほぼ全域と美郷町のうち旧仙南村の一部地域を営業エリアとする。組合員数は正・准合わせて17,577人・団体（2017年3月末）。

## 概要

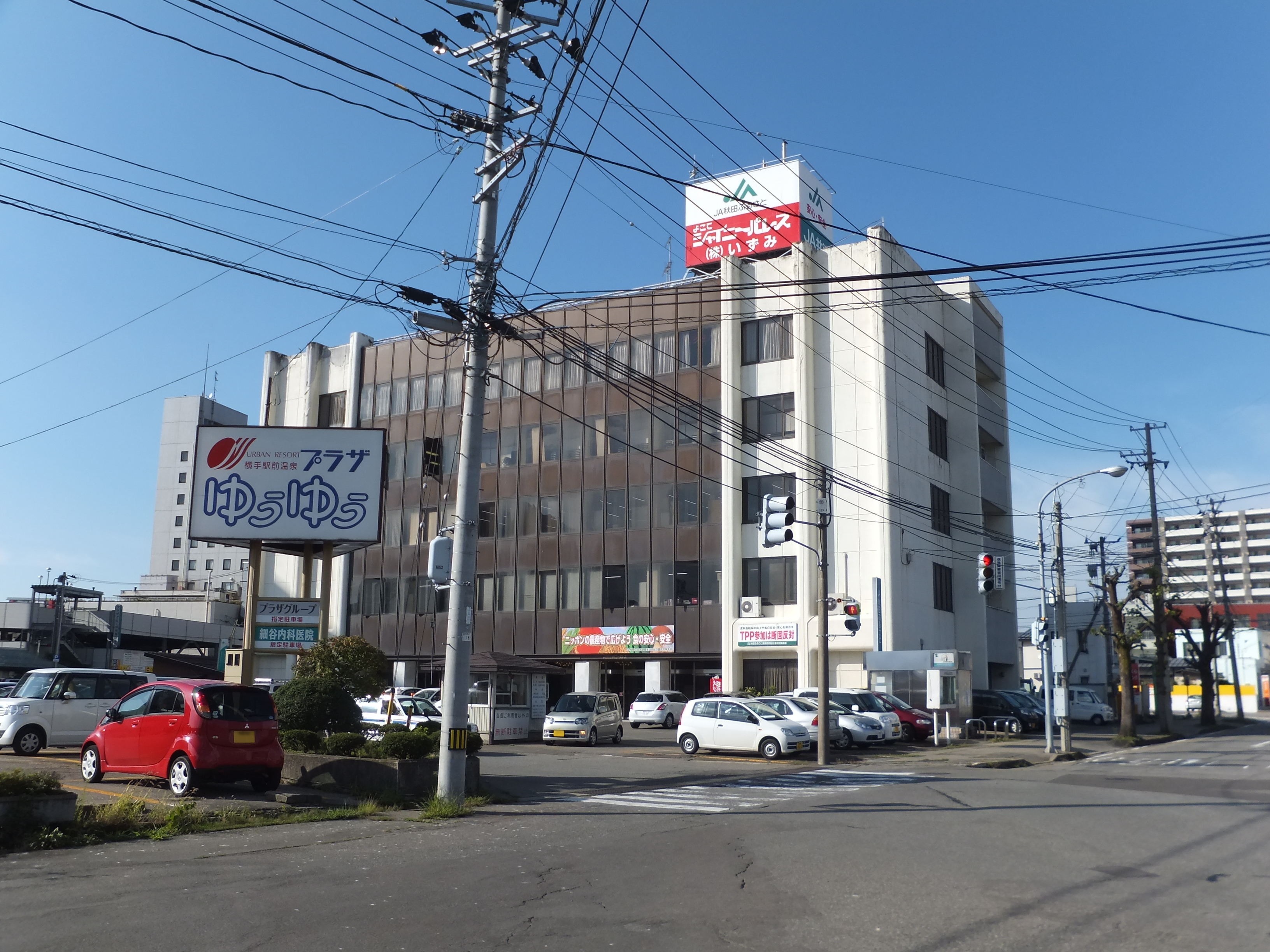
2024年9月までの旧本店

1991年に秋田県農業協同組合中央会にて決議された「広域農協合併構想」に基づき、当時の横手・平鹿地区の広域JAとして1998年4月1日に発足した。地区内には9JA（JA金沢、よこて、平鹿町、里見、大雄村、大森町、十文字町、増田町、おものがわ）が存在したが、そのうちのJAおものがわ（おものがわ農業協同組合）が1997年6月に加入を見送ったため、この時点では地区全体の合併には至らなかった。2000年4月にはJA平鹿果樹を合併。
2005年9月30日まで、旧・大雄村（現・横手市大雄）が指定金融機関としていた。
2009年11月の県JA大会において、JA秋田中央会が示した県内16JAを5JAに再編する経営改革案に沿って、JA秋田ふるさとは、JAおものがわ、JAこまち、JAうごの3JAと合併協議を進めていたが、協議がまとまらなかった。このため、JA秋田ふるさとはJAおものがわだけとの合併を選択、2012年4月1日に両JAは合併し、新「秋田ふるさと農業協同組合」として発足した。これによって横手市のほぼ全域をカバーするJAとなった。またJA秋田ふるさとは、残りの2JAと引き続き、合併に向け協議を継続するとしていた。2019年（令和元年）より、JAうごと合併の協議を開始したが、営農方針の違いなどにより合併は行わないと結論付けた。
2018年（平成30年）にJA秋田中央会より発表された、県下14JAを統合して県1JAとする構想について、JA秋田ふるさとはこれに参加しないとし、2021年（令和3年）に合併協議会から離脱した。県域JAの発足のメリットとして挙げられる物流効率化や営農指導強化について、同組合では既に態勢が整えられていることや、行政連携の希薄化などを離脱の理由として挙げている。なお、この時点で合併協議会からJA秋田やまもと、JA大潟村が既に離脱している。
2024年9月17日には、横手駅東口第二地区市街地再開発事業にて建設されたB-1棟（民間施設棟）の供用が開始され、JA秋田ふるさと本店は当該ビルへ移転し営業を開始した。当初は2023年7月10日から入居する予定だったが、同ビルにて施工不良が発覚した問題を受け、入居を延期していた。

## 子会社
- 株式会社ふるさと葬祭アグレム
- 株式会社ふるさとオートランド
- 株式会社ふるさと燃料サービス